# Marian Orłowski
Marian Ludwik Orłowski (ur. 4 kwietnia 1935, zm. 16 listopada 2019) – polski inżynier, profesor nauk rolniczych.

## Życiorys
W 1960 ukończył studia w Akademii Rolniczej w Szczecinie. W 1987 uzyskał tytuł profesora nauk rolniczych. Pracował w Katedrze Warzywnictwa na Wydziale Kształtowania Środowiska i Rolnictwa Akademii Rolniczej w Szczecinie.
Był członkiem Komitetu Nauk Ogrodniczych PAN.
Pochowany na Cmentarzu Centralnym w Szczecinie.

## Odznaczenia i wyróżnienia
- Odznaka Honorowa Gryfa Pomorskiego[2]
- Medal Komisji Edukacji Narodowej[2]
- Honorowa Złota Odznaka Działkowca[2]
- Odznaka „Zasłużony Pracownik Rolnictwa”[2]
- Złoty Krzyż Zasługi[2]
- Krzyż Oficerski Orderu Odrodzenia Polski[2]
- Krzyż Kawalerski Orderu Odrodzenia Polski[2]